# Лорел (Мериленд)
Лорел (енгл. Laurel) град је у америчкој савезној држави Мериленд.

## Демографија
По попису из 2010. године број становника је 25.115, што је 5.155 (25,8%) становника више него 2000. године.
| Група             | 2000.         | 2010.          |
| Белци             | 9.894 (49,6%) | 6.116 (24,4%)  |
| Афроамериканци    | 6.887 (34,5%) | 12.270 (48,9%) |
| Азијати           | 1.376 (6,9%)  | 2.300 (9,2%)   |
| Хиспаноамериканци | 1.245 (6,2%)  | 3.886 (15,5%)  |
| Укупно            | 19.960        | 25.115         |